# Aeroportul Mount Hagen
Aeroportul Mount Hagen (IATA: HGU, ICAO: AYMH) este un aeroport din Western Highlands Province⁠(d), Papua Noua Guinee. A fost numit după Mount Hagen.
Situat la o altitudine de 1.642 m, aeroportul dispune de o singură pistă.